# Nolana flaccida
Nolana flaccida  es una de las 49 especies pertenecientes al género Nolana presentes en Chile, el cual corresponde a la familia de las solanáceas (Solanaceae). Esta especie en particular es endémica con una distribución en el borde costero de la Región de Antofagasta y la Región de Atacama en Chile.

## Nombres vernáculos
Esta especie es conocida simplemente como 'Suspiro'. 

## Importancia
Esta es especie conocida como 'Suspiro' constituye una de las flores emblemáticas que aparecen durante la floración del fenómeno denominado Desierto florido.
Ha sido encontrada en las localidades de Paposo y Esmeralda en la Región de Antofagasta hasta la localidad de Barquito en la comuna de Chañaral en la Región de Atacama.
Es considerada una planta con poco valor ornamental.

## Amenazas
Una de las principales amenazas de esta especie la constituyen factores antrópicos como la urbanización y ocupación del borde costero, por acción antrópica por el turismo y colecta de flores. Otra amenaza la constituye el pastoreo de ganado caprino y mular en el área.